# Vigo Rendena
Vigo Rendena (deutsch veraltet: Vich im Randental) ist eine Fraktion der Gemeinde (comune) Porte di Rendena und war bis 2015 eine selbstständige Gemeinde im Trentino in der autonomen Region Trentino-Südtirol. 

## Geografie
Vigo Rendena liegt etwa 30,5 Kilometer westlich von Trient an der Sarca im Val Rendena in den Inneren Judikarien auf einer Höhe von 612 m s.l.m. Nachbargemeinden waren Darè, Pelugo und Villa Rendena. 

## Geschichte
Am 1. Januar 2016 schlossen sich die Gemeinden Vigo Rendena, Darè und Villa Rendena zur neuen Gemeinde Porte di Rendena zusammen, die Teil der Talgemeinschaft Comunità delle Giudicarie ist.

## Verkehr
Durch Vigo Rendena führt die Strada Statale 239 di Campiglio von Dimaro nach Tione di Trento.